# The Free Fall
The Free Fall è un film del 2021, diretto da Adam Stilwell.
Pellicola statunitense sceneggiata da Kent Harper.

## Trama
Dopo aver assistito all'omicidio-suicidio dei suoi genitori, in cui sua madre uccide se stessa dopo aver assassinato suo padre, Sarah compie un tentativo di suicidio nella vasca da bagno. Tempo dopo la ragazza si risveglia nel suo letto, accudita da Nick, uomo di cui non ricorda assolutamente nulla ma che afferma di essere suo marito. Nick ha assunto Rose, donna dall'aspetto austero e dall'attitudine autoritaria, affinché si prenda cura di Sarah mentre lui continua a lavorare al suo nuovo libro; Nick ha inoltre deciso che Sarah non può avere rapporti con sua sorella Julie, rea di averle causato un crollo nervoso dopo aver fatto in modo di ottenere tutta l'eredità dei loro genitori, né un altro uomo che bussa spesso alla loro porta. L'uomo ha inoltre rimosso varie fotografie dalle pareti e sia lui che Rose sembrano volere che lei continui a non essere autosufficiente.
Dopo aver ricevuto spesso pressioni psicologiche da Nick affinché cerchi di rafforzare il suo carattere, Sarah accetta di organizzare una serata con alcune persone che, a detta di Nick, costituiscono la loro regolare comitiva d'amici. Prima della serata, Sarah viene insultata pesantemente da Rose e decide di mandarla via; Nick la asseconda, tuttavia la domestica prende parte alla serata insieme ai loro amici. A poco a poco, i discorsi degli amici di Nick e Sarah iniziano a farsi sempre più invasivi e strani, culminando in un discorso di Nick che sembra alludere al fatto che la carne servita a cena sia carne umana e non carne di maiale. In preda al nervosismo, mentre continua ad avere visioni in cui lo sconosciuto che bussava alla sua porta cerca di attirarla a sé, Sarah finisce per infilzare la mano di un amico con una forchetta: i commensali reagiscono in maniera goliardica alla cosa e la spingono a sottoporsi a una sorta di rito.
Fuggita dalla folla ma raggiunta da Nick, che improvvisamente sembra volerla fare sentire in colpa per la violenza perpetuata nei confronti dell'amico, Sarah decide di accedere al terzo piano della casa, al quale Nick e Rose non volevano accedesse per la sua incolumità. Qui la donna scopre le foto che le venivano nascoste e che Nick in realtà non stava lavorando a nessun libro, oltre a individuare altri indizi che le rivelano come l'uomo non facesse parte della sua vita fino a poco tempo prima. In quel momento, Sarah ha un flashback e si rende conto di come a causare la morte dei suoi genitori sia stato proprio Nick: proprio in quel momento, lo sconosciuto cerca di attirarla di nuovo a sé mentre Nick prova a trattenerla.
Sarah va verso lo sconosciuto e si risveglia nel suo letto: scopre quindi che lo sconosciuto era un prete che la stava esorcizzando; insieme a loro c'è anche sua sorella Julie. Sarah era in realtà posseduta da vari demoni comandati da Nick: i momenti in cui vedeva sua sorella e lo sconosciuto erano quelli in cui provavano invano ad esorcizzarla. Completato il rito, il prete va via e lascia Sarah nelle mani di sua sorella: la donna si rende tuttavia conto di come adesso sia proprio Julie ad essere controllata da Nick. 

## Produzione
Presentato in anteprima durante il Grimmfest Film Festival il 7 ottobre 2021, il film è stato successivamente distribuito nel mercato on demand.

## Accoglienza
Sull'aggregatore Rotten Tomatoes il film riceve il 56% delle recensioni professionali positive con un voto medio di 6,4 su 10 basato su 18 critiche.